# Heptaptera triquetra
Heptaptera triquetra är en flockblommig växtart som först beskrevs av Étienne Pierre Ventenat, och fick sitt nu gällande namn av Thomas Gaskell Tutin. Heptaptera triquetra ingår i släktet Heptaptera och familjen flockblommiga växter. Inga underarter finns listade i Catalogue of Life.